# متالورژی جوشکاری و جوش‌پذیری فولادهای زنگ‌نزن
متالورژی جوشکاری و جوش‌پذیری فولادهای زنگ‌نزن کتابی از جان لیپولد، دامیان کوتگی با ترجمهٔ مرتضی شمعانیان، محمد رحمتی است که در سال ۱۳۸۷ منتشر و در مراسم کتاب سال جمهوری اسلامی ایران به‌عنوان کتاب برگزیده معرفی شد.